# Чипило
Чипило (исп. Chipilo) — город в Мексике, в штате Пуэбла, входит в состав муниципалитета Сан-Грегорио-Ацомпа. Численность населения, по данным переписи 2020 года, составила 4059 человек.

## Общие сведения
Полное наименование городка — Чипило-де-Франсиско-Хавьер-Мина (исп. Chipilo de Francisco Javier Mina), расположен в 12 км к югу от города Пуэбла в Мексике. Он расположен на высоте 2143 метра над уровнем моря. Его официальное название посвящено памяти Франсиско Хавьера Мины.
Демоним у коренных жителей Чипило — это chipileño / chipileña. Большинство жителей Чипило говорят на чипиленьо, разновидности венецианского языка.

## История
Chipilo был основан 2 октября 1882 года итальянскими иммигрантами из северного региона Венето, хотя среди основателей были также некоторые пьемонтцы и ломбарды.
25 января 1917 года сто вооруженных чипиленьо защищали свою землю от примерно 4000 революционеров из Эмилиано Сапаты, которые пытались разрушить город Чипило, укрывшись на холме под названием «Монте Граппа». Президент Венустиано Карранса назвал Джакомо Берру, главу итальянцев в Чипило, «генералом» этой победы, которую также отмечала пресса Королевства Италия. Даже Муссолини (который симпатизировал Мексике: он получил имя Бенито как дань уважения Бенито Хуаресу) оценил то, что сделали итальянцы Чипило, и подарил им школу, что способствовало экономическому росту Чипило.

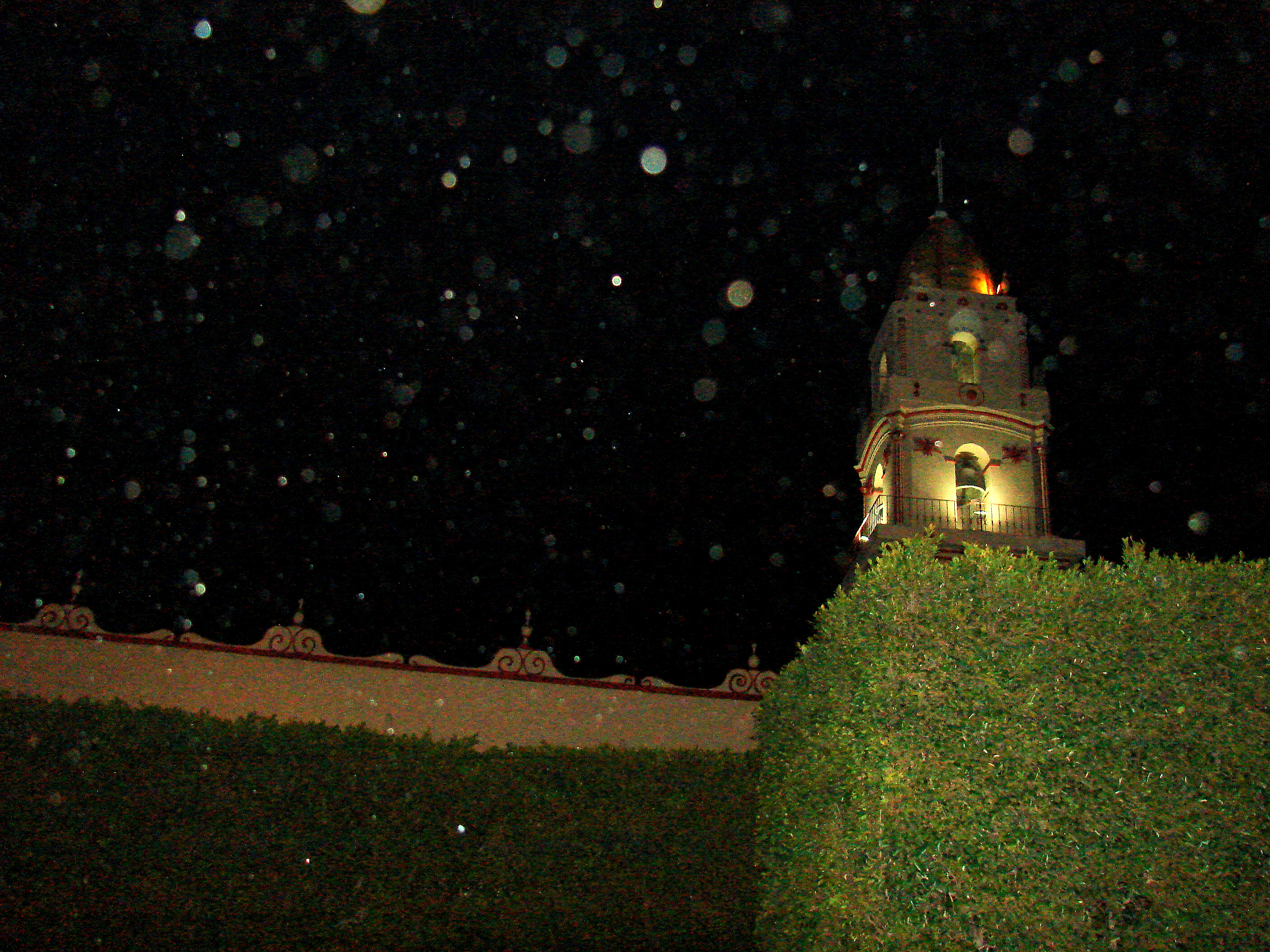
Церковь